# 大墩站
大墩站是佛山地铁3号线的一个车站，位于中国广东省佛山市顺德区乐从镇荷岳路及文华南路（规划）交叉口。本站于2022年12月28日随3号线首通段的开通而启用。

## 车站结构

### 车站楼层
本站为地下二层11米岛式站台且带有存车线的车站，总长473.6米，地面为车站各出入口，周边为荷岳路及文华南路；地下一层为站厅；地下二层为3号线站台。
| 地下一层 | 站厅     | 售票机、客服中心、商店、警务室、安检设施 |  |  |
| 地下二层 | 1 站台   | █3号线 中山公园方向 （下站：东平）       |  |  |
|          | 岛式站台 |                                          |  |  |
|          | 2 站台   | █3号线 顺德学院站方向 （下站：岳步）     |  |  |

### 站台
本站设有一个岛式站台，位于文华南路的地底。

### 出入口
本站设有4个出入口供乘客进出。A、B号出入口位于荷岳路南侧，C、D号出入口位于荷岳路北侧。
|                                           |                                                       |      |          |                        |
| 編號                                      | 设施                                                  | 图像 | 出口指示 | 建議前往的目的地       |
| A                                         | 盲道标志 · 无障碍通道标志 · 升降机标志 · 扶手电梯标志 |      | 荷岳路   | 大墩站南公交站（东行） |
| B                                         | 扶手电梯标志                                          |      | 荷岳路   | 大墩站南公交站（东行） |
| C                                         | 盲道标志 · 无障碍通道标志 · 升降机标志 · 扶手电梯标志 |      | 荷岳路   | 大墩站北公交站（西行） |
| D                                         | 扶手电梯标志                                          |      | 荷岳路   | 大墩站北公交站（西行） |
| 註： 設有 \| 設有 \| 設有 \| 設有扶手電梯 |                                                       |      |          |                        |

## 接驳交通
| 巴士（大墩地铁站） \| 编号 \| 编号 \| 线路 \| 线路 \| 线路 \| 收费 \| 运营商 \| 备注 \| \| ---- \| ---- \| -------------- \| ---- \| -------- \| ----- \| -------- \| ---- \| \| \| 333 \| 广珠城轨北滘站 \| ⇆ \| 乐从医院 \| 2–3元 \| 顺德鸿运 \| \| |      |                |      |          |       |          |      |
| 编号 | 编号 | 线路           | 线路 | 线路     | 收费  | 运营商   | 备注 |
| | 333  | 广珠城轨北滘站 | ⇆    | 乐从医院 | 2–3元 | 顺德鸿运 |      |

## 历史
2016年8月31日，3号线先行段（大墩站至湾华站）为配合广佛环线施工而先行开工。本站于2017年3月16日开始进行围蔽施工，并于2018年12月5日正式进入开挖阶段。
2017年4月27日，3号线首台盾构（本站至东平站区间）顺利始发。该区间于同年12月8日顺利贯通，2020年8月31日移交铺轨，2021年11月2日完成土建验收。
2019年4月19日上午，本站首仓底板的浇筑施工顺利完成。同年11月21日，本站成为全线首个主体结构封顶的车站。
2020年8月7日下午，本站至水口站（现岳步站）区间右线隧道贯通。该盾构区间于2022年4月7日通过验收。
2021年11月2日，本站完成土建验收。2022年5月30日，本站完成“三权”临时移交。

## 利用状况
本站目前现状为鱼塘和农田，人流较少，因此在启用之初就被网友冠以“最接地气的地铁站”的称号。同时本站部分出入口受河涌阻隔，乘客出站后需绕行数分钟方可抵达市政道路。